# Anommatoptera hoegei
Anommatoptera hoegei är en insektsart som först beskrevs av Henri Saussure och Francois Jules Pictet de la Rive 1898.  Anommatoptera hoegei ingår i släktet Anommatoptera och familjen vårtbitare. Inga underarter finns listade i Catalogue of Life.